# Sergej Levitski

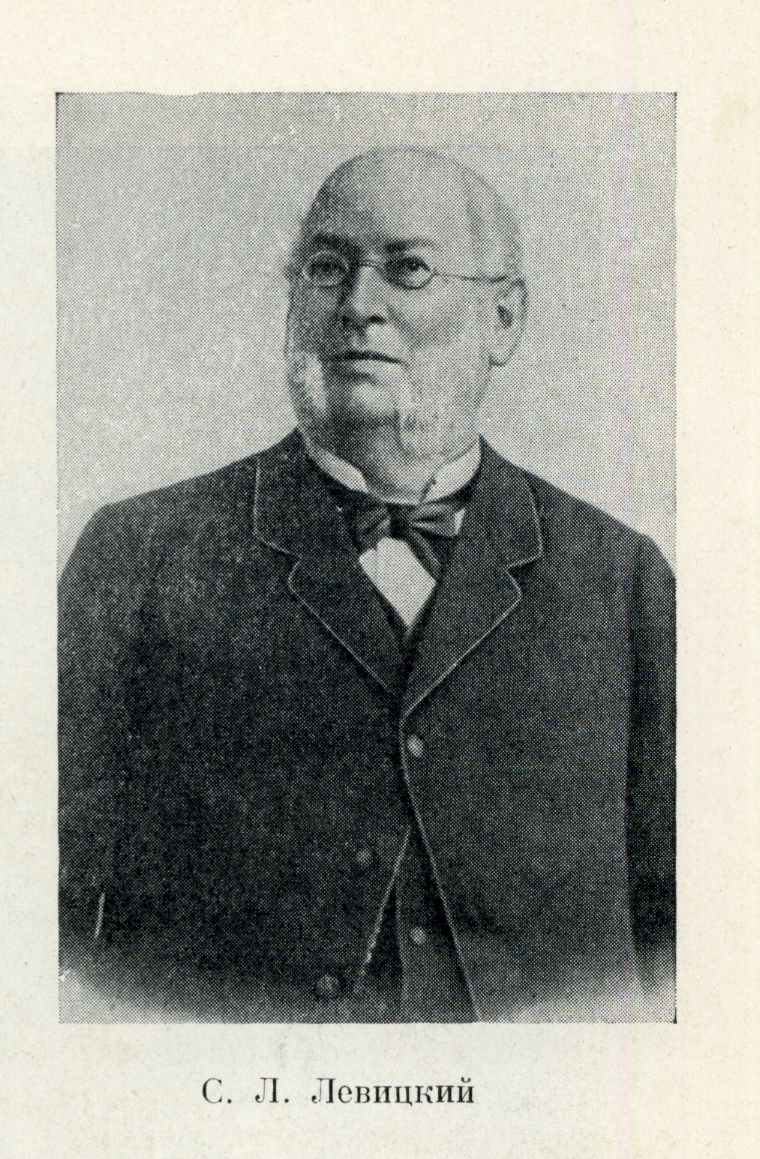
Sergej Levitski

Graaf Sergej Lvovitsj Levitski (Russisch:Сергей Львович Львов-Левицкий) (Moskou, 1819 – Sint-Petersburg, 1898) was een Russisch fotograaf. Hij was de vader van Rafail Levitski, in het begin van de twintigste eeuw de hoffotograaf van Tsaar Nicolaas II.

## Leven en werk
Levitski werd geboren in een adellijke familie en was de neef van Aleksandr Herzen. Hij studeerde rechten aan de Universiteit van Moskou en werd daarna ambtenaar op het ministerie van Binnenlandse Zaken te Sint-Petersburg. Tijdens een reis naar de Kaukasus kwam hij via de scheikundige Julius Fritzsche in contact met de techniek van de daguerreotypie. Hij raakte daar zodanig van onder de indruk dat hij in de jaren veertig naar Rome en later Parijs ging om zich verder in de fotografie te verdiepen. In Parijs maakte hij ook persoonlijk kennis met Louis Daguerre en was hij de eerste die decoratieve achtergronden gebruikte bij het fotograferen. Ook was hij een der eersten die de techniek van het retoucheren toepaste. De landschapsfoto’s die hij in de Kaukasus had genomen waren in 1849 een groot succes op een Parijse expositie.
In 1849 keerde Levitski terug naar Sint-Petersburg en opende daar als eerste in Rusland een fotoatelier. In 1859 ging hij weer naar Parijs om er met zijn zoon Rafail een studio te drijven, tot 1864, toen hij weer terugkeerde naar Rusland.
Levitski werd geroemd om zijn geraffineerde combinaties van kunst- en natuurlijk licht. Ook staat hij bekend als “psychologische” portretfotograaf. Zijn in Parijs gemaakte foto’s van Aleksandr Herzen en Michail Bakoenin behoren nog steeds tot de klassiekers van de portretfotografie. Bekend zijn ook nog steeds zijn groepsfoto’s van Russische schrijvers. Tijdens zijn Petersburgse periode werd hij vooral bekend door zijn talloze foto’s van het Russische hof.
Levitski publiceerde op latere leeftijd regelmatig over de theorie van het fotograferen en schreef ook nog zijn memoires. Hij overleed in 1892, waarna zijn zoon Rafail zijn studio en zijn rol van hoffotograaf voortzette. De grootste collectie van Levitski's werk bevindt zich momenteel in de “Di Rocco Wieler Private Collection” (DRWC), Toronto, Canada.

## Galerij

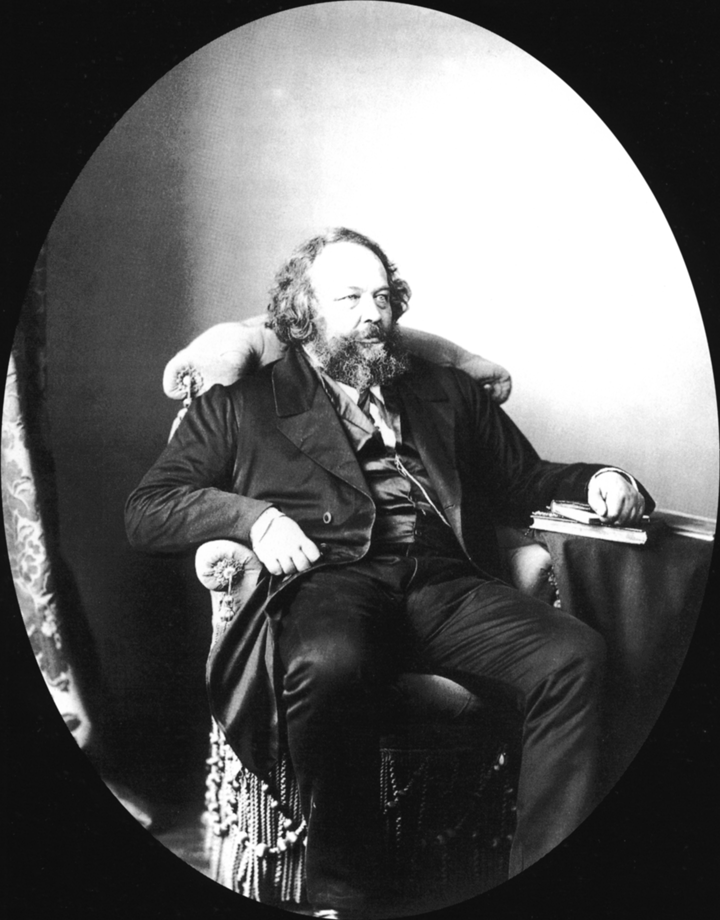
Michail Bakoenin
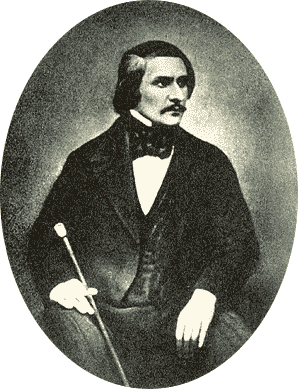
Nikolaj Gogol, 1846
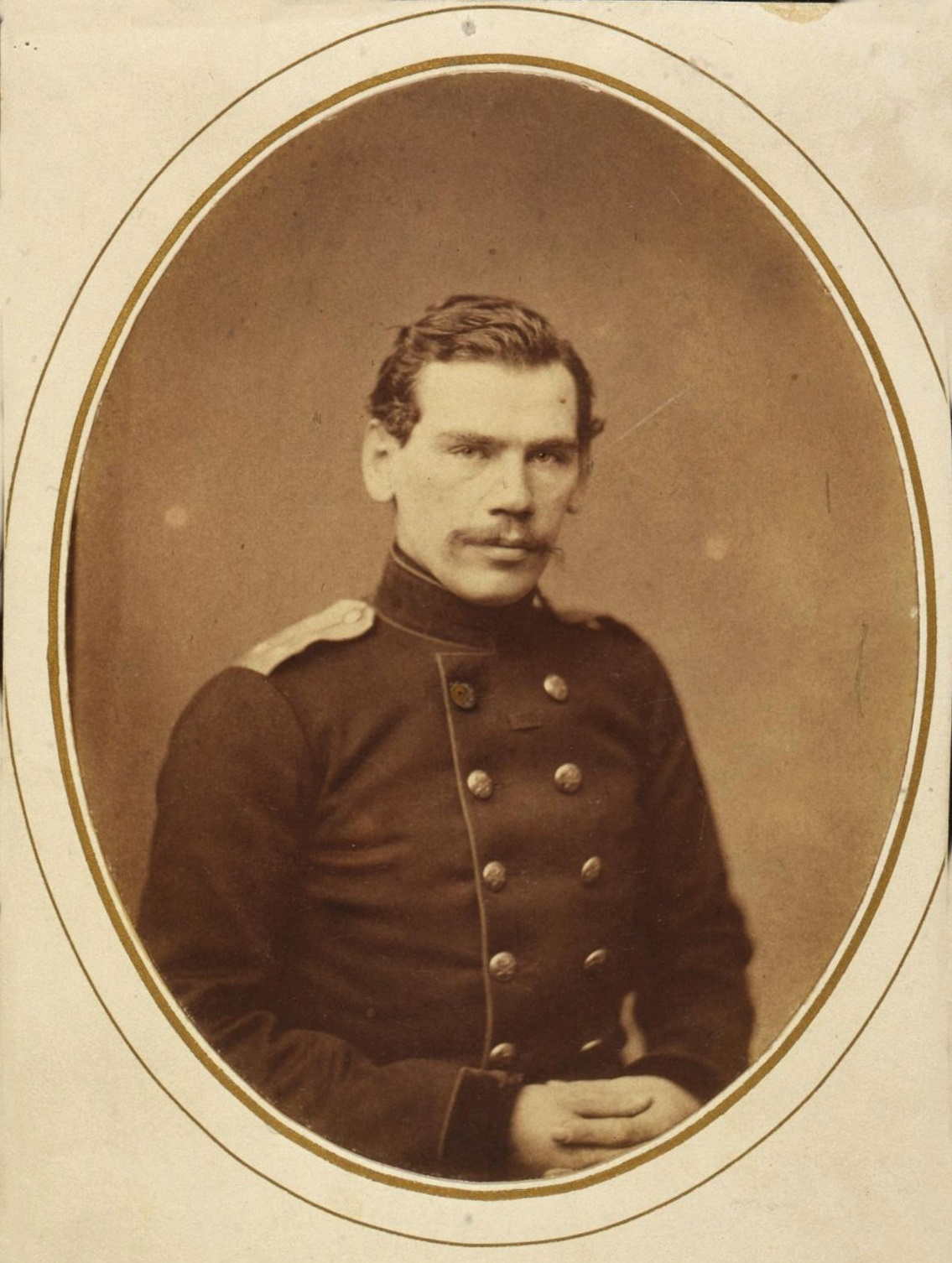
Lev Tolstoj, 1856
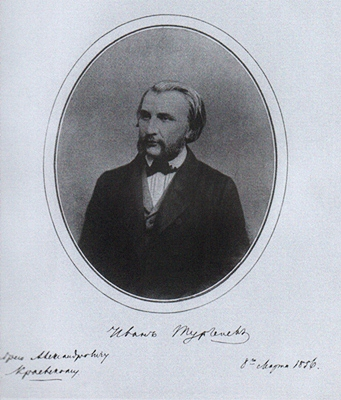
Ivan Toergenjev, 1856
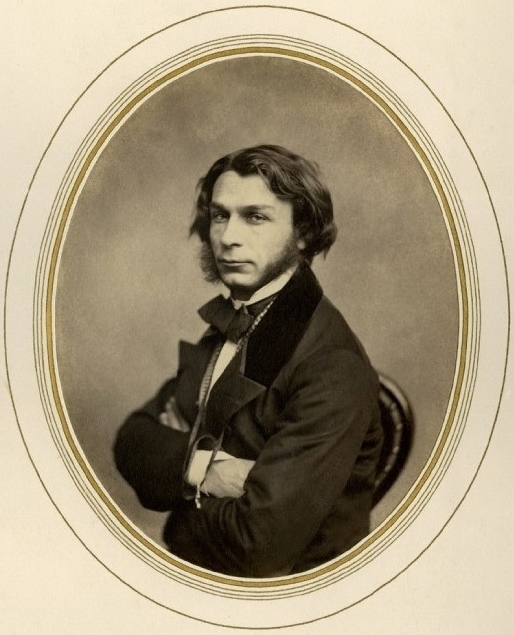
Dmitri Grigorovitsj, 1856
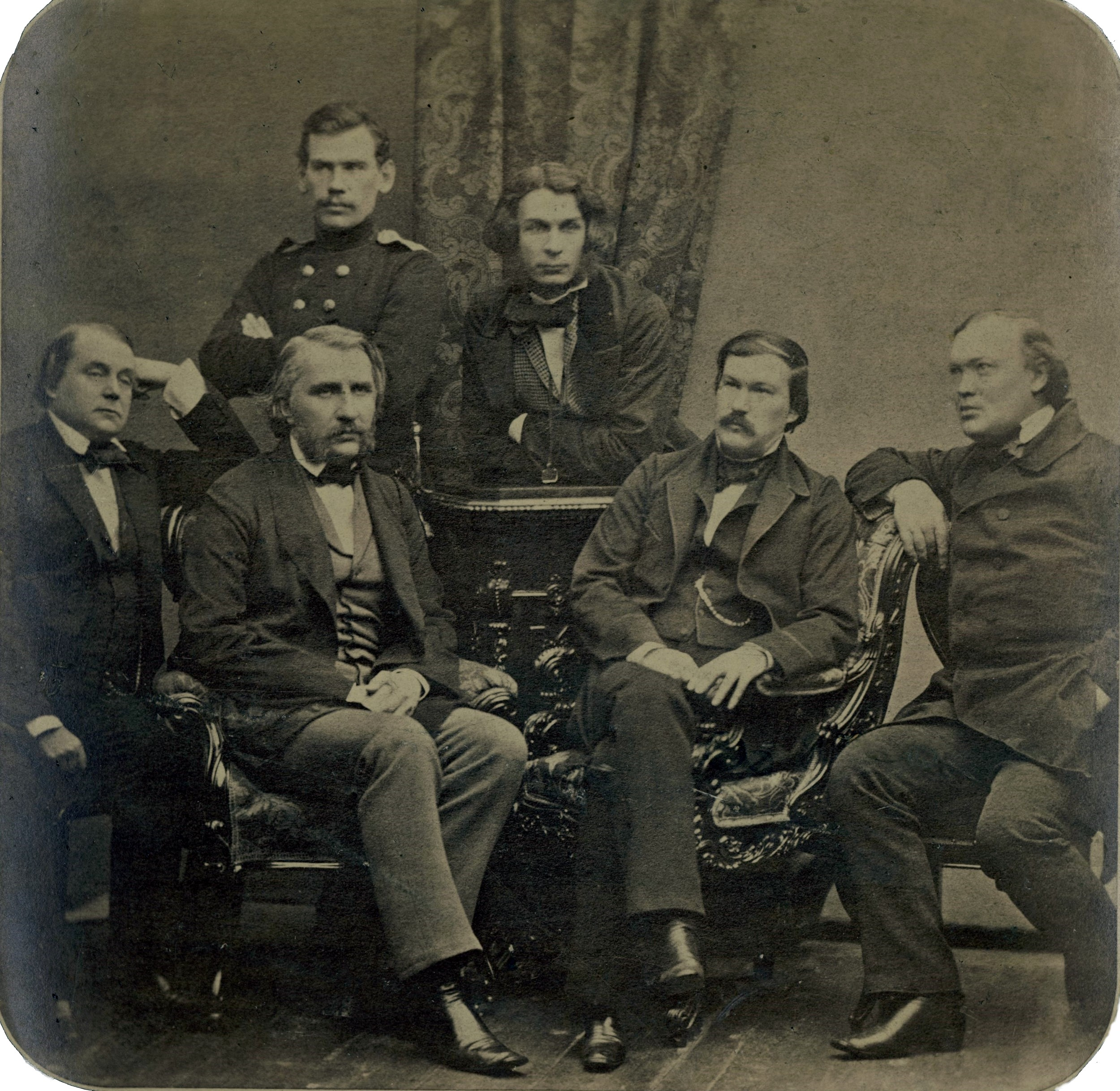
Russische schrijvers: Grigorovitsj (midden-boven) naast Lev Tolstoj, beneden v.l.n.r.: Gontsjarov, Toergenjev, Droezjinin en Ostrovski. Foto Levitski, 1856.
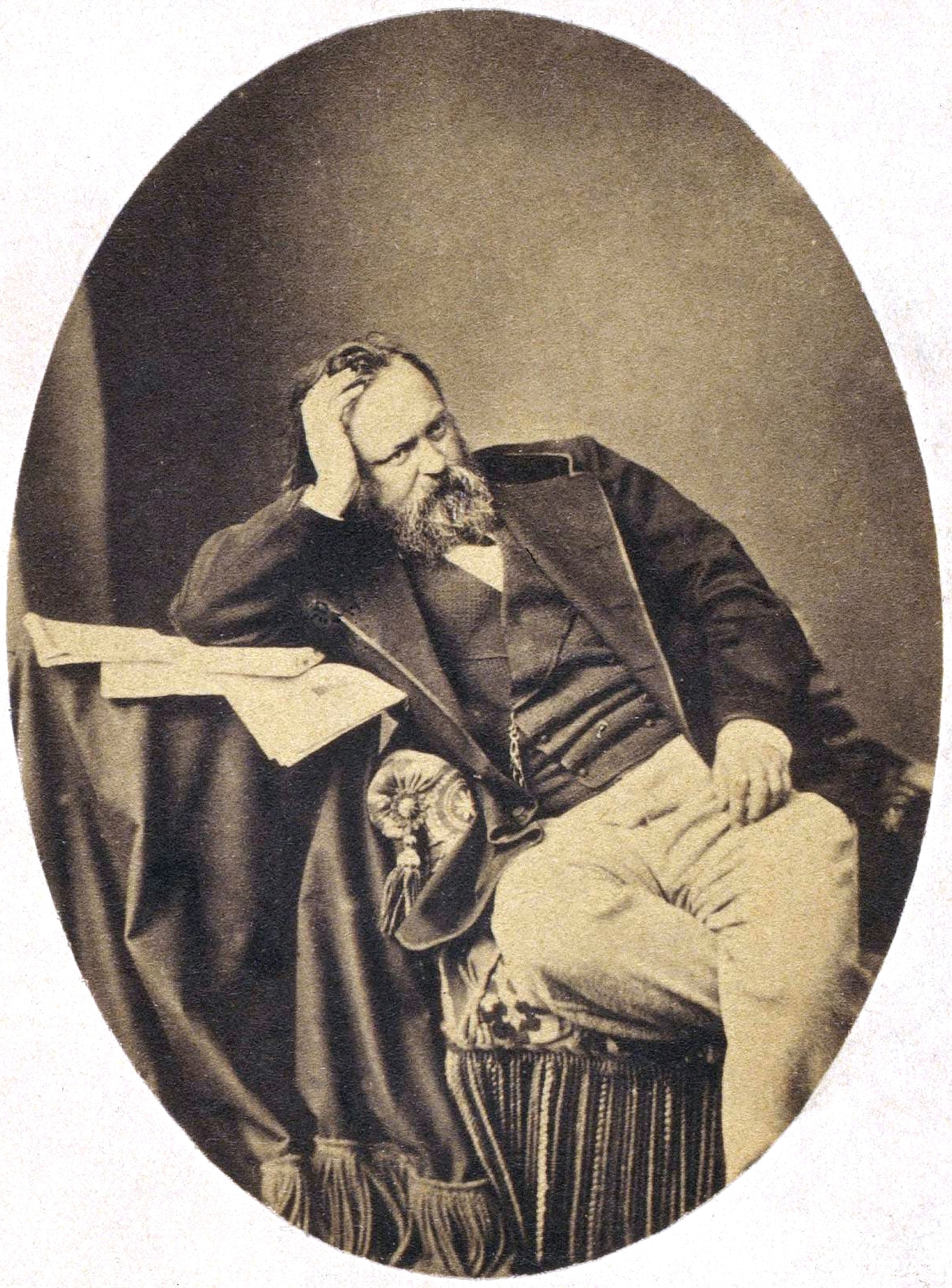
Aleksandr Herzen, ca. 1863
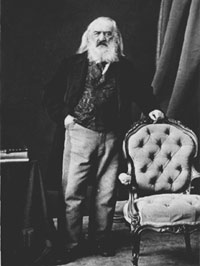
Sergej Volkonski, 1861
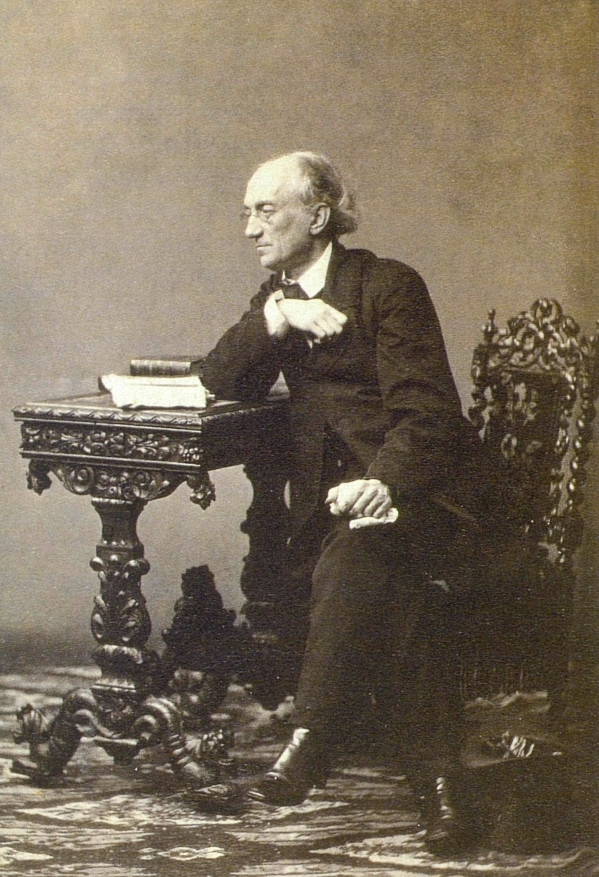
Fjodor Tjoettsjev, ca. 1861
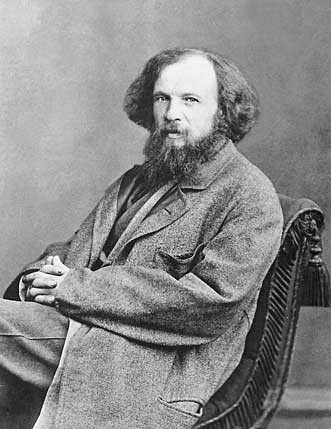
Dmitri Mendelejev, 1861
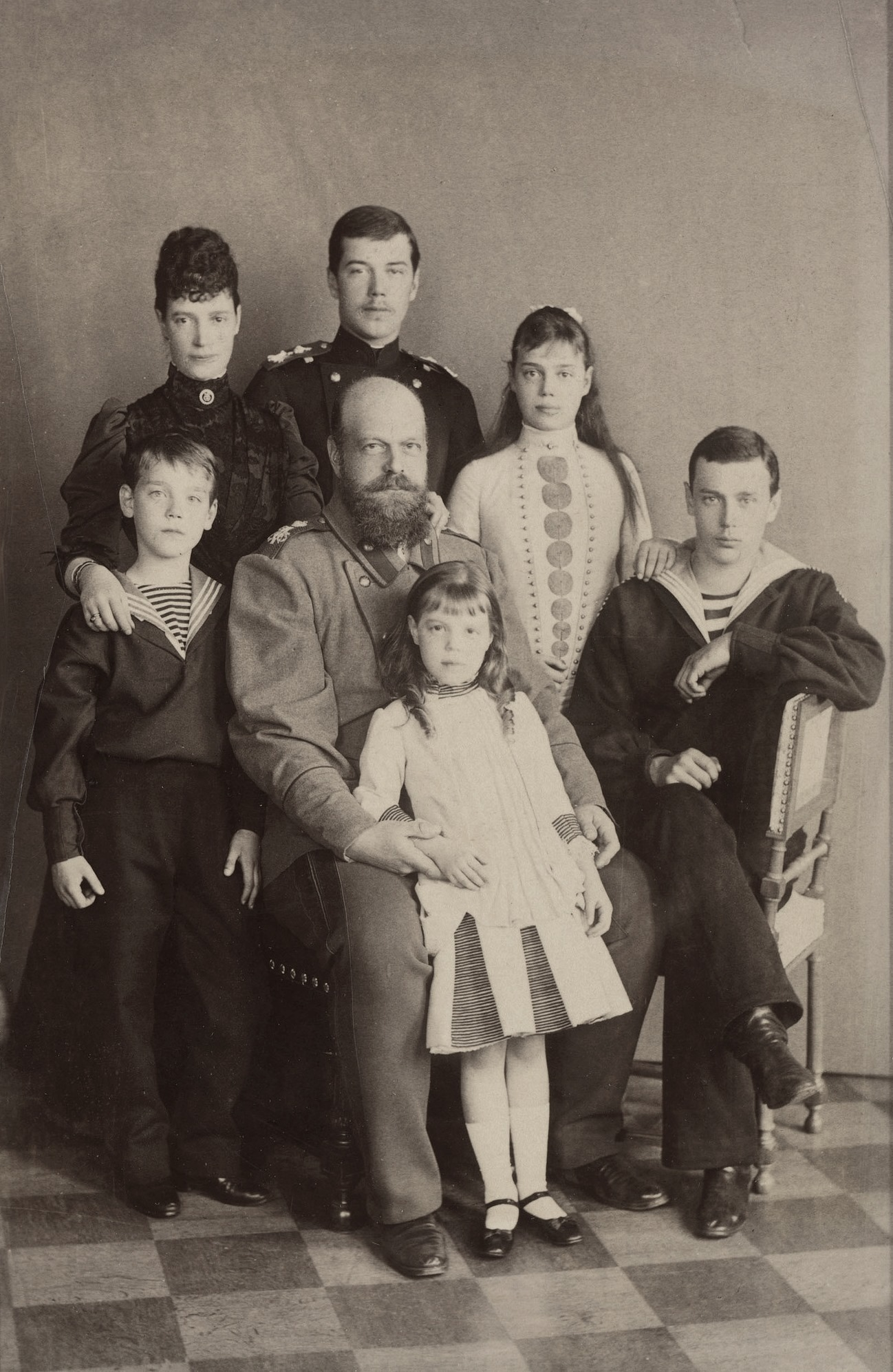
Tsaar Alexander III van Rusland en zijn familie, 1888
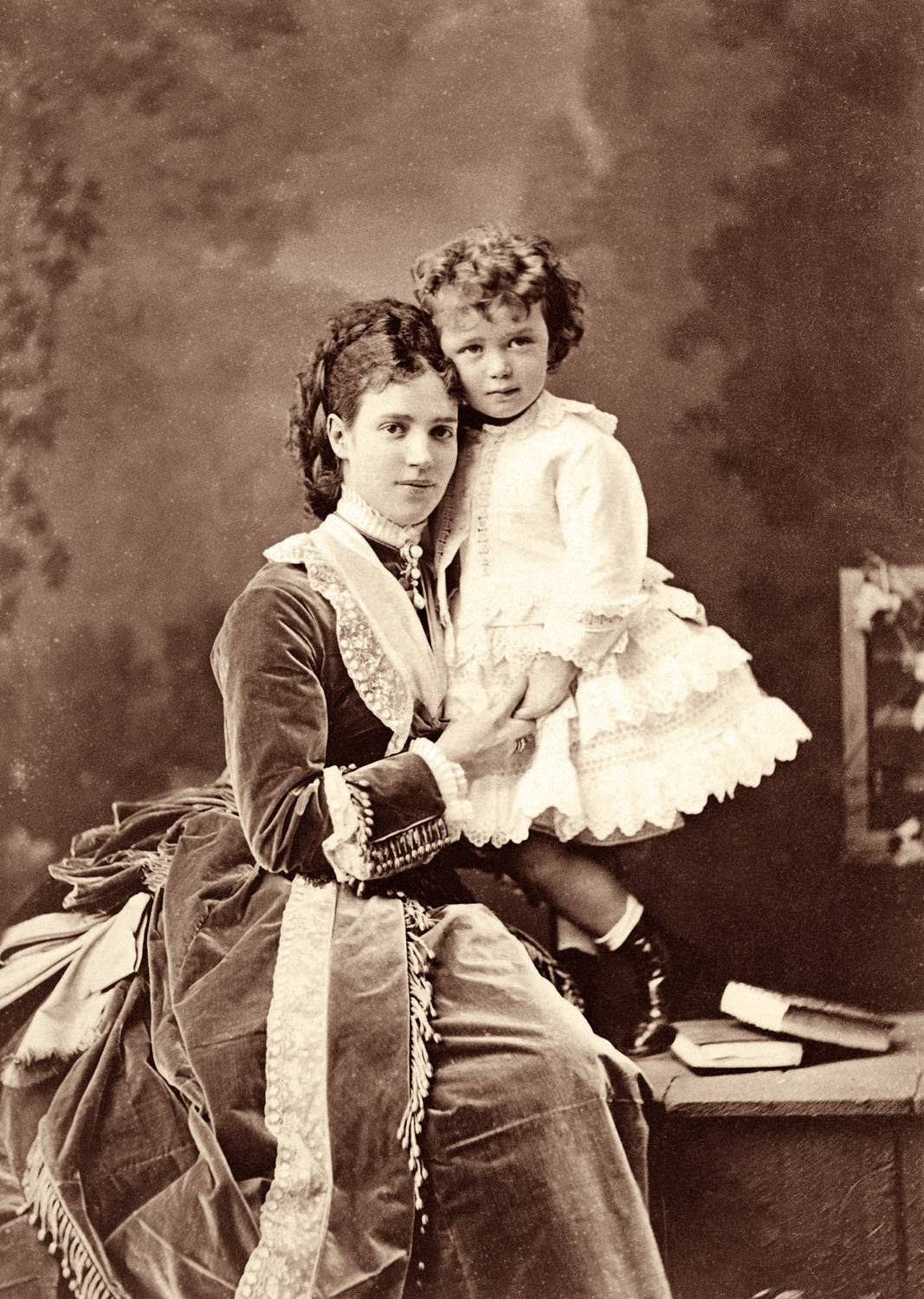
Maria Fjodorovna en haar zoon Nikki
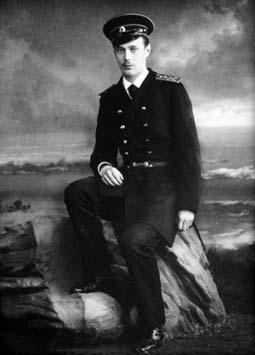
Georgi Aleksandrovitsj van Rusland, ca. 1890
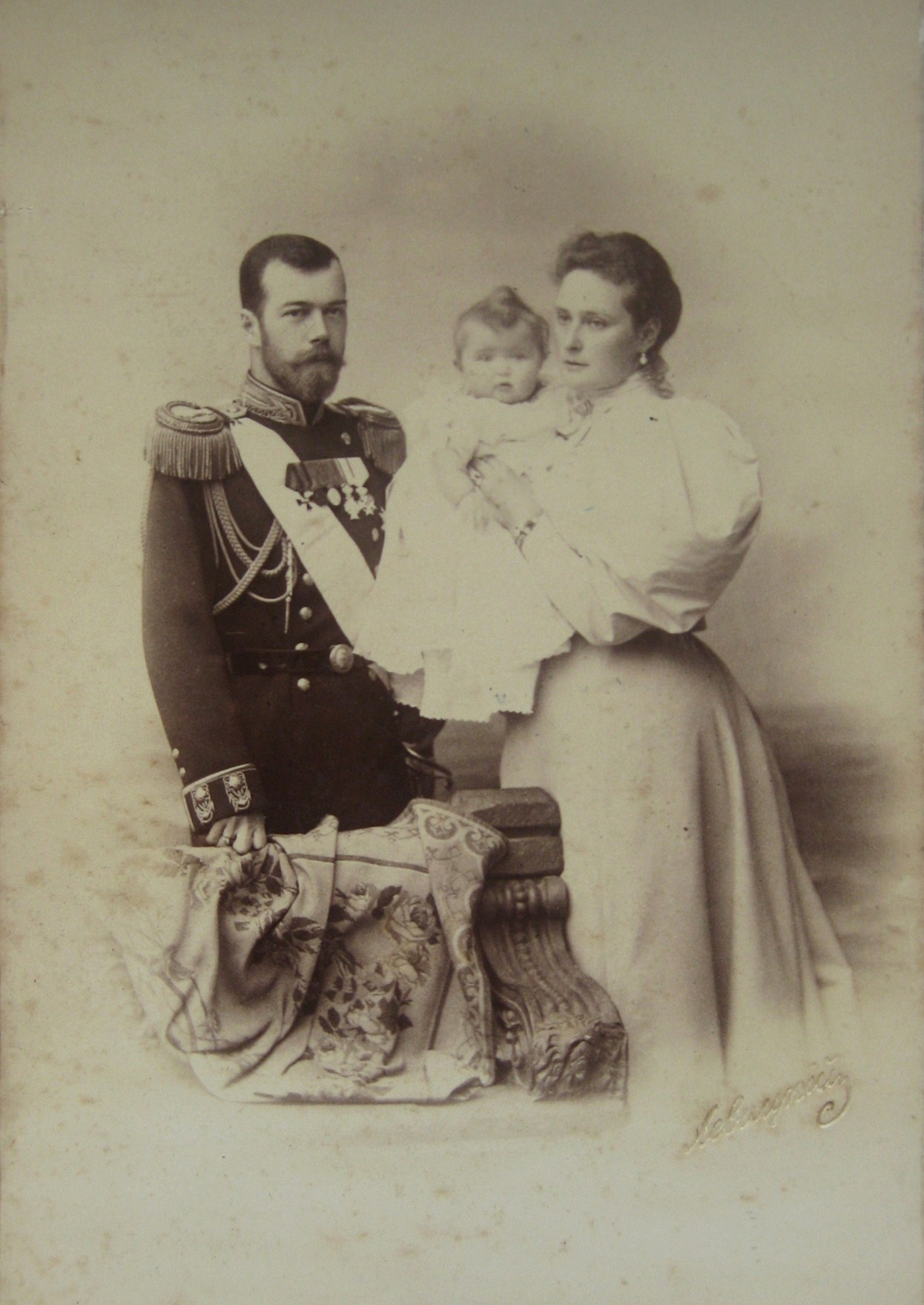
Tsaar Nicolaas II en zijn familie, 1896
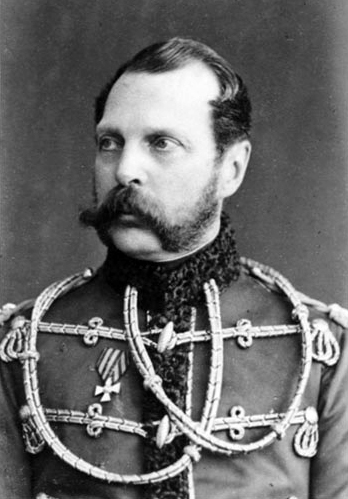
Tsarina Tsaar Alexander II van Rusland, 1870